# Artur Marcet
Artur Marcet (segle xix – Perpinyà, segle xx) va ser un reputat pianista i compositor en la Barcelona de les dues primeres dècades del segle xx; compaginà aquesta dedicació amb la pedagogia musical i la direcció coral.

## Biografia
Artur Marcet va ser deixeble del conegut pianista Carles Vidiella. L'any 1896 dirigia l'"Orfeó Escolar de Santa Anna", a l'escola parroquial del mateix nom, i el 1902 era mestre i director artístic de la societat barcelonina Ars Chorum. A l'any següent (1903) fundà, i posteriorment dirigí la Schola Orpheonica de Barcelona i allí hi tingué de deixeble de piano el futur compositor Josep Taxés. Va ser nomenat mestre de capella de l'església de la Mare de Déu del Sagrat Cor de Jesús de Barcelona (1904). El 1922 marxà a Perpinyà, on creà dos orfeons. Morí d'accident a edat molt avançada.

## Obres
- Armengol de Gerps, visió musical en 3 quadros (1904), lletra de Joan Marxuach, música d'Arthur Marcet i Salvador Pedrola[5]
- Cant a la senyera (1917), amb lletra d'Apel·les Mestres
- Himno a Isabel la Católica (1895), amb lletra de Francesc Tomàs i Estruch[1]
- Hoja de álbum (1902), per a piano[6]
- Salve, a coro ó á una ó mas voces unisonas (1896), amb lletra de Francesc Comerma
- La senyera, himne (1906), amb lletra de Xavier Viura
- Altres cançons: Lo rossinyol, A la voreta del mar, Els aucellets, La nit al bosch, La pubilla i La pastoreta[6]

### Sardanes
- Cançó d'amor, enregistrada[7]
- La mare, coral
- Pàtria jove (1913), per a cor i cobla amb lletra de Joan Sanxo, enregistrada[8]
- Pensant en tu (1918)
- Virolai